# Parque nacional de Khao Khitchakut
El Parque nacional de Khao Khitchakut (en tailandés, อุทยานแห่งชาติเขาคิชฌกูฏ) es un área protegida del centro de Tailandia, en la provincia de Chanthaburi. Es un parque de pequeño tamaño, que se extiende por 58,31 kilómetros cuadrados. En 1965 el bosque de Khitchakut en Chanthaburi fue protegido como reserva forestal. Más tarde, en 1977, fue convertido en el 14.º parque nacional del país.
El paisaje tiene cascadas y bosques. También es un lugar en el que se venera una huella de Buda.
Khao Phra Bat, el pico más alto con 1.085 m s. n. m., se caracteriza por tres grandes rocas redondas que hay en su cresta.